# 400 mètres 4 nages masculin aux Jeux olympiques d'été de 2024
Cet article traite de l'épreuve masculine. Pour la compétition féminine, voir 400 mètres 4 nages féminin aux Jeux olympiques d'été de 2024.
Navigation
Tokyo 2020 Los Angeles 2028
Le 400 mètres 4 nages masculin est une épreuve de natation des Jeux olympiques d'été de 2024 qui a lieu le 28 juillet 2024 à la Paris La Défense Arena. 

## Médaillés
| Or                  | Or         | Argent                    | Argent  | Bronze              | Bronze  |
| Léon Marchand (FRA) | 4:02.95 OR | Tomoyuki Matsushita (JPN) | 4:08.62 | Carson Foster (USA) | 4:08.66 |

## Records
Avant cette compétition, les records dans cette discipline étaient :
| Record du monde  | 4:02.50 | Léon Marchand (FRA)  | 23 juillet 2023 | Fukuoka, Japon |
| Record olympique | 4:03.84 | Michael Phelps (USA) | 10 août 2008    | Pékin, Chine   |

Au cours de la compétition, le record suivant a été battu :
| Record olympique | 4:02.95 | Léon Marchand (FRA) | 28 juillet 2024 | Paris, France |

## Calendrier
| Date                | Horaire | Manche |
| ------------------- | ------- | ------ |
| Dimanche 28 juillet | 11 h 00 | Séries |
| Dimanche 28 juillet | 20 h 30 | Finale |

## Résultats détaillés
Les huit meilleurs temps se qualifient pour la finale (F).
| Rang | Série | Ligne | Athlète              | Pays             | Temps   | Remarque |
| ---- | ----- | ----- | -------------------- | ---------------- | ------- | -------- |
| 1    | 2     | 4     | Léon Marchand        | France           | 4:08.30 | F        |
| 2    | 2     | 3     | Max Litchfield       | Grande-Bretagne  | 4:09.51 | F        |
| 3    | 2     | 5     | Daiya Seto           | Japon            | 4:10.92 | F        |
| 4    | 1     | 4     | Carson Foster        | États-Unis       | 4:11.07 | F        |
| 5    | 1     | 6     | Tomoyuki Matsushita  | Japon            | 4:11.18 | F        |
| 6    | 2     | 8     | Cedric Büssing       | Allemagne        | 4:11.52 | F        |
| 6    | 1     | 3     | Alberto Razzetti     | Italie           | 4:11.52 | F        |
| 6    | 2     | 6     | Lewis Clareburt      | Nouvelle-Zélande | 4:11.52 | F        |
| 9    | 2     | 7     | Balázs Holló         | Hongrie          | 4:12.20 |          |
| 10   | 1     | 8     | Zhang Zhanshuo       | Chine            | 4:12.71 |          |
| 11   | 1     | 5     | Chase Kalisz         | États-Unis       | 4:13.36 |          |
| 12   | 1     | 1     | William Petric       | Australie        | 4:13.58 |          |
| 13   | 2     | 2     | Brendon Smith        | Australie        | 4:14.36 |          |
| 14   | 1     | 7     | Gábor Zombori        | Hongrie          | 4:14.88 |          |
| 15   | 1     | 2     | Apóstolos Papastámos | Grèce            | 4:15.32 |          |
| 16   | 2     | 1     | Tristan Jankovics    | Canada           | 4:18.23 |          |

| Rang                                | Ligne | Athlète             | Pays             | Temps   | Remarque |
| ----------------------------------- | ----- | ------------------- | ---------------- | ------- | -------- |
| Médaille d'or, Jeux olympiques      | 4     | Léon Marchand       | France           | 4:02.95 | OR       |
| Médaille d'argent, Jeux olympiques  | 2     | Tomoyuki Matsushita | Japon            | 4:08.62 |          |
| Médaille de bronze, Jeux olympiques | 6     | Carson Foster       | États-Unis       | 4:08.66 |          |
| 4                                   | 5     | Max Litchfield      | Grande-Bretagne  | 4:08.85 | NR       |
| 5                                   | 7     | Alberto Razzetti    | Italie           | 4:09.38 |          |
| 6                                   | 1     | Lewis Clareburt     | Nouvelle-Zélande | 4:10.44 |          |
| 7                                   | 3     | Daiya Seto          | Japon            | 4:11.78 |          |
| 8                                   | 8     | Cedric Büssing      | Allemagne        | 4:17.16 |          |